# Exobasidium hypogenum
Exobasidium hypogenum ist eine Pilzart der Familie der Nacktbasidienverwandten (Exobasidiaceae) aus der Ordnung Ustilaginomycotina. Sie ist ein Endoparasit von Schuppenheiden (Cassiope spp.). Symptome des Befalls durch den Pilz sind stark vergrößerte, rot verfärbte Blätter der Wirtspflanzen. Das Verbreitungsgebiet der Art umfasst die gemäßigte bis subboreale Holarktis.

## Merkmale

### Makroskopische Merkmale
Exobasidium hypogenum ist mit bloßem Auge zunächst nicht zu erkennen. Symptome des Befalls sind rote, stark vergrößerte (bis zu 10 × 6 mm) und dreieckige Blätter sowie im Spätstadium auf der Blattunterseite hervortretendes Myzel.

### Mikroskopische Merkmale
Das Myzel von Exobasidium hypogenum wächst wie bei allen Nacktbasidien interzellulär und bildet Saugfäden, die in das Speichergewebe des Wirtes wachsen. Die meist viersporigen Basidien sind unseptiert. Sie wachsen direkt aus der Wirtsepidermis oder aus Spaltöffnungen. Die bananenartig bis subzylindrisch geformten Sporen sind hyalin und 13–15 × 2,5–4 µm groß. Zunächst sind sie einzellig, reif weisen sie selten ein Septum auf. Die Konidien sind bazillen- bis spindelförmig und 4–11 × 0,8–2,0 µm groß.

## Verbreitung
Das bekannte Verbreitungsgebiet von Exobasidum hypogenum umfasst die gemäßigten bis subborealen Regionen Eurasiens und Nordamerikas, stößt jedoch nicht in den Polarkreis vor.

## Ökologie
Die Wirtspflanze von Exobasidium hypogenum sind verschiedene Schuppenheiden (Cassiope spp.). Der Pilz ernährt sich von den im Speichergewebe der Pflanzen vorhandenen Nährstoffen, seine Basidien brechen später durch die Blattoberfläche und setzen Sporen frei. Die Sporen keimen zu  Keimschläuchen, aus denen sich dann Konidien und neues Myzel entwickeln.